# الکسی کورباتوف
الکسی کورباتوف (روسی: Алексей Юрьевич Курбатов؛ زادهٔ ۹ مهٔ ۱۹۹۴) دوچرخه‌سوار اهل روسیه است.
از باشگاه‌هایی که در آن بازی کرده‌است می‌توان به گازپروم-روس‌ولو اشاره کرد.
وی در مسابقات کشوری و بین‌المللی در مجموع برندهٔ ۱ مدال برنز شده‌است.